# Staphylinochrous ruficilia
Staphylinochrous ruficilia és una espècie de lepidòpter zigenoïdeu de la família dels himantoptèrids (Himantopteridae), subfamília Anomoeotinae.
És endèmica de Camerun.